# 脫衣舞俱樂部

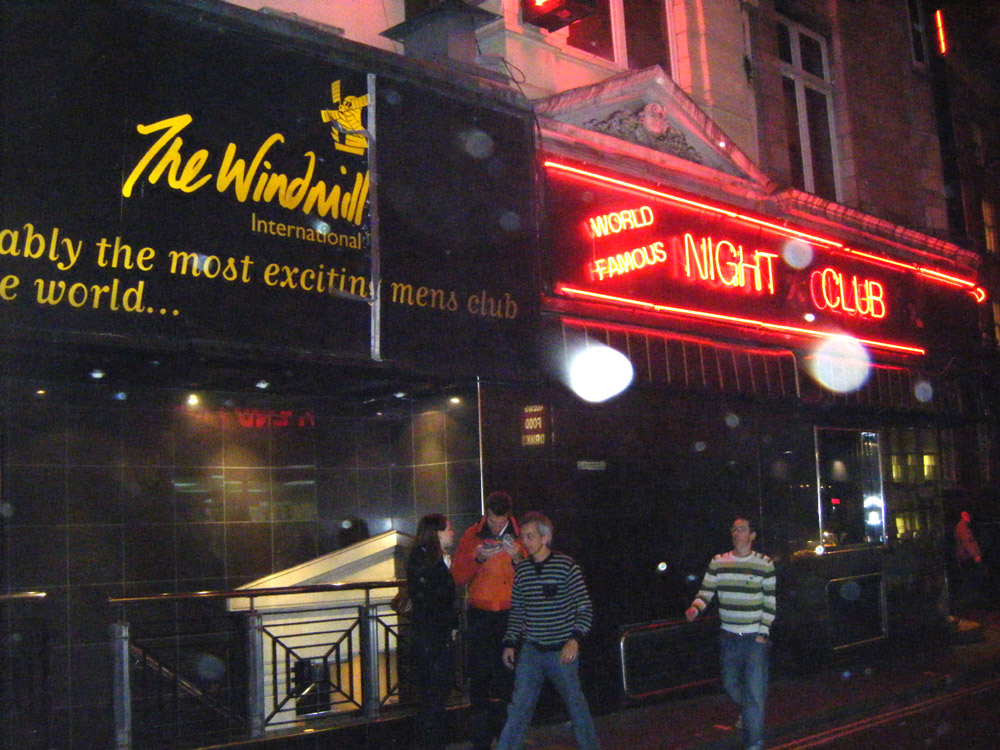
英國倫敦西敏的俱樂部

脫衣舞俱樂部（Strip club）是脫衣舞表演者（脫衣舞孃或脫衣舞男）提供成人娛樂的場所，他們主要會表演脫衣舞等艷舞。脫衣舞俱樂部通常都是以夜總會或酒吧模式經營，但也可能會採用卡巴萊或劇場模式。二戰後，美式脫衣舞俱樂部開始出現在北美洲以外的地方，於1978年傳入歐洲，並在1980年代後期傳入亞洲。在傳入之後亦跟英式和法式的脫衣舞或艷舞表演維持競爭關係。